# Sebaga
Sebaga (лат.) — род мелких мирмекофильных жуков-ощупников из подсемейства Pselaphinae (Staphylinidae).

## Распространение
Неотропика.

## Описание
Мелкие коротконадкрылые жуки—ощупники, длина тела менее 5 мм. Основная окраска желтовато- или красновато-коричневая. Пронотум с суббазальной поперечной бороздкой. Голова снизу с двумя килями. Усики 11-члениковые. Лапки с двумя коготками. Род был впервые выделен в 1890 году французским дипломатом и зоологом Ахиллом Раффраем (1844–1923); включён в состав трибы Jubini из надтрибы Euplectitae (Faronitae). В подстилочном слое, в том числе у входа в пещеры.
- Sebaga centralis Raffray, 1891
- Sebaga denticollis (Schaufuss, 1877); (= Jubus denticollis Schaufuss, 1877)
- Sebaga lamellata Raffray, 1893
- Sebaga neotropica Park, 1945
- Sebaga notonoda
- Sebaga ocampi Park, 1945; (= Sebaga centralis subsp. ocampi Park, 1945)
- Sebaga punctata (Sharp, 1887); (= Duciola punctata Sharp, 1887)
- Sebaga raffrayi
- другие виды